# Beato tra le donne
Beato tra le donne è stato un varietà estivo trasmesso da Rai 1 dal 1994 al 1995 e di nuovo nel 2003, e da Canale 5 per altre quattro edizioni a cavallo tra il 1996 e il 2000. L'edizione Mediaset vide anche una puntata speciale trasmessa in occasione della notte di Capodanno 1997 e 1998.
Nel 1994 va in onda dal Bandiera Gialla di Rimini.
Il format originale era nato con il programma tedesco Mann-o-Mann ("Mann" in lingua tedesca significa Uomo), trasmesso dal 1992 al 1995 dal canale Sat.1, format che aveva avuto anche due omonime edizioni in lingua inglese dal titolo Man O Man, una australiana trasmessa da Seven Network nel 1994 e una britannica trasmessa da Independent Television nelle stagioni televisive estive del 1996 e 1999; oltre a questo, nel 1996, anno in cui la trasmissione italiana passò dalla Rai a Mediaset, quest'ultima mise in onda l'anno prima la versione spagnola del programma, sulla controllata Telecinco, dal titolo Uno para todas, durata due stagioni.
Questo programma, insieme a I cervelloni, diede clamorosa notorietà a Paolo Bonolis, specialmente nelle edizioni da lui condotte assieme a Martufello, (il cui ruolo era quello di barzellettiere-disturbatore) riscuotendo ottimo successo; tuttavia al variare di alcune parti nel corso delle diverse edizioni e l'alternarsi di altri conduttori, tra cui Enrico Papi e Natalia Estrada con la partecipazione di Enrico Brignano, hanno fatto progressivamente scendere l'interesse del pubblico nei confronti del varietà. Solo con la conduzione nel 2003 di Massimo Giletti il programma ha riacquistato dei consensi, ma da allora non sono più state fatte edizioni del programma.

## Il programma
Beato tra le donne consisteva in una serie di prove inframezzate a delle manches a eliminazione in cui si sfidava un numero variabile di concorrenti (12 nelle prime due edizioni, 10 nella terza, nella quarta e nella quinta, 8 nelle ultime due). Dopo che tutti i partecipanti si erano presentati, veniva espresso il televoto delle giurate (guidate da una presidentessa VIP) presenti in studio e degli sms del pubblico da casa, a seguito del quale i concorrenti si posizionavano sul bordo di una piscina e, sulle note di un sottofondo musicale, sfilavano una alla volta davanti a essi le ragazze del corpo di ballo chiamate per l'occasione spintarelle, poiché dovevano spingere in piscina i due concorrenti che avevano ricevuto meno voti, eliminandoli dal gioco. Coloro che passavano il turno ricevevano un "bacio" da una spintarella. L'abbigliamento succinto con cui venivano vestite in alcune delle edizioni ricordava nella forma un costume da bagno a due pezzi.
Seguivano altre prove, al termine delle quali un concorrente veniva eliminato sempre con la medesima procedura; l'ultimo concorrente rimasto veniva proclamato "Beato tra le donne" e riceveva come premio dalla trasmissione una coppa, più un viaggio in una meta a estrazione.
Le varie prove erano alternate a balletti e momenti musicali eseguiti dalle spintarelle, le quali, spesso si resero anche partecipi alle prove stesse.
Nelle edizioni 1995, 1996 e 1997, l'ultima puntata consisteva in una gara tra concorrenti VIP. A trionfare furono, rispettivamente, Tullio Solenghi, Antonio Rossi e Alessandro Greco.
Nelle edizioni del 1999 e del 2000 i concorrenti erano accompagnati in studio da un familiare (soprattutto madri e zie); inoltre nell'edizione del 1999 Papi si rese protagonista di alcuni sketch assieme ad Anna Mazzamauro che fingeva di essere sua madre.
Nell'edizione 2003 Massimo Giletti era affiancato dall'allora famoso cane Ettore protagonista di numerosi spot della compagnia di telefonia mobile TIM e doppiato per l'occasione da Pino Ammendola. Inoltre, nel corso della puntata, vi era un siparietto chiamato "Cuccia a Cuccia" (parodia del noto talk-show di Bruno Vespa Porta a Porta), condotto da un dobermann chiamato "Neopoldo" (in riferimento scherzoso ai nei del conduttore abruzzese). Ospiti erano dei cani che storpiavano voce e nome di alcuni politici.

## Edizioni
Le prime quattro edizioni, sotto la regia di Pier Francesco Pingitore, presentavano nel cast diversi elementi della compagnia Il Bagaglino: il comico Martufello e le ragazze del corpo di ballo.
| Rete televisiva | Edizione | Anno    | Puntate | Conduzione      | Spalla Comica   | Regia                    | Vincitore           | Vincitore VIP    |
| --------------- | -------- | ------- | ------- | --------------- | --------------- | ------------------------ | ------------------- | ---------------- |
| Rai 1           | 1ª       | 1994    | 12      | Paolo Bonolis   | Martufello      | Pier Francesco Pingitore | Michele La Ginestra | -                |
| Rai 1           | 2ª       | 1995    | 12      | Paolo Bonolis   | Martufello      | Pier Francesco Pingitore | Paride Pezzolato    | Tullio Solenghi  |
| Canale 5        | 3ª       | 1996/97 | 10      | Paolo Bonolis   | Martufello      | Pier Francesco Pingitore | Raffaello Zanieri   | Antonio Rossi    |
| Canale 5        | 4ª       | 1997/98 | 10      | Paolo Bonolis   | Martufello      | Pier Francesco Pingitore | Aldo Bergamaschi    | Alessandro Greco |
| Canale 5        | 5ª       | 1999    | 10      | Enrico Papi     | Anna Mazzamauro | Beppe Recchia            | -                   | -                |
| Canale 5        | 6ª       | 2000    | 8       | Natalia Estrada | Enrico Brignano | Beppe Recchia            | -                   | -                |
| Rai 1           | 7ª       | 2003    | 8       | Massimo Giletti | il cane Ettore  | Sergio Colabona          | -                   | -                |

## Vincitori
Durante le prime quattro edizioni condotte da Bonolis, i vincitori di ciascuna puntata, insieme ad alcuni concorrenti rispescati, gareggiavano nella puntata finale al fine di decretare il Beato tra le donne dell'edizione.
| Edizione           | 1994                | 1995               | 1996/97                    | 1997/98               |
| ------------------ | ------------------- | ------------------ | -------------------------- | --------------------- |
| Beato tra le donne | Michele La Ginestra | Paride Pezzolato   | Raffaello Zanieri          | Aldo Bergamaschi      |
| Altri vincitori    | N.D.                | Graziano Galatone  | Teka Kanga                 | Edgardo Benfatto      |
| Altri vincitori    | N.D.                | Mirko Petrini      | Alessandro "Axel" Preziosi | Diego di Guida        |
| Altri vincitori    | N.D.                | Walter Rolfo       | Michele Testani            | Marco Leonessa        |
| Altri vincitori    | N.D.                | Dario Massimo      | Angelo Della Mura          | Gabriele Zanini       |
| Altri vincitori    | N.D.                | Marco Pirani       | Marco Beretta              | Gianluca Ansanelli    |
| Altri vincitori    | N.D.                | Tony Forte         | Davide Canestrari          | Thierno "Billo" Thiam |
| Altri vincitori    | N.D.                | Thomas Betti       | Luca Palla                 | Manuele Morgese       |
| Altri vincitori    | N.D.                | Roberto Fortunato  | Francesco Zimone           | Mirco Pontesilli      |
| Altri vincitori    | N.D.                | Maurizio Brignoli  | Nello Passaro              | Renzo Agulli          |
| Altri vincitori    | N.D.                | Alessandro Corsini | Antonio Calcagni           | Salvatore Roggio      |
| Altri vincitori    | N.D.                | Alessandro Simeone | Simone Fulciniti           | Luca Miniati          |

## Lespintarelle
Le ballerine del programma sono state chiamate per l'occasione spintarelle, poiché dovevano spingere in piscina i concorrenti che avevano ricevuto meno voti. I concorrenti con più voti ricevevano, invece, un bacio,
| Edizione | Spintarelle        | Spintarelle        | Spintarelle         | Spintarelle        | Spintarelle        | Spintarelle       | Spintarelle      | Spintarelle        | Spintarelle        | Spintarelle      | Spintarelle        | Spintarelle        | Spintarelle        |
| -------- | ------------------ | ------------------ | ------------------- | ------------------ | ------------------ | ----------------- | ---------------- | ------------------ | ------------------ | ---------------- | ------------------ | ------------------ | ------------------ |
| 1ª       | Ombretta Bertuzzi  | Tiziana Bertuzzi   | Alessandra Pesaturo | Nadia Montemagno   | Sonja Zacchetti    | Helga Puccetti    | Helga Puccetti   | Paola Quilli       | Paola Quilli       | Silvia Rinaldi   | Silvia Rinaldi     | Barbara Scatà      | Barbara Scatà      |
| 2ª       | Ombretta Bertuzzi  | Tiziana Bertuzzi   | Alessandra Pesaturo | Nadia Montemagno   | Sonja Zacchetti    | Antonella Paternò | Ylenia Alesini   | Federica Ridolfi   | Paola Grassia      | Angela Melillo   | Serena De Lorenzis | Simona Morgia      | Alessandra Broi    |
| 3ª       | Ombretta Bertuzzi  | Tiziana Bertuzzi   | Alessandra Pesaturo | Monica Levrini     | Noemi Benni        | Helga Puccetti    | Ylenia Alesini   | Federica Ridolfi   | Tania Mazzoleni    | Sara Maranca     | Barbara Avallone   | Stefania Tersigno  | Stefania Tersigno  |
| 4ª       | Ombretta Bertuzzi  | Tiziana Bertuzzi   | Nunzia Criscuolo    | Monica Dugo        | Cristina Ramella   | Helga Puccetti    | Ylenia Alesini   | Federica Ridolfi   | Paola Grassia      | Angela Melillo   | Serena De Lorenzis | Stefania Tersigno  | Stefania Tersigno  |
| 5ª       | Giovanna Civitillo | Giovanna Civitillo | Bianca Pazzaglia    | Brunella Germoglio | Brunella Germoglio | Laura Tresa       | Rachele Di Fiore | Flavia Mantovan    | Veronique Attal    | M.A. Gladys      | Pascale Louange    | Alison Perrussel   | V. Shaima Carbasa  |
| 6ª       | Giovanna Civitillo | Giovanna Civitillo | Bianca Pazzaglia    | Brunella Germoglio | Brunella Germoglio | Laura Tresa       | Rachele Di Fiore | Giulia Montanarini | Giulia Montanarini | Monica Somma     | Monica Somma       | Francesca Speranza | Francesca Speranza |
| 7ª       | Anna Cicatiello    | Anna Cicatiello    | Nunzia Criscuolo    | Claudia De Falchi  | Claudia De Falchi  | Marta Angelini    | Elvira Debri     | Simona Mastrecchia | Simona Mastrecchia | Martina Nadalini | Martina Nadalini   | Lavinia Savignoni  | Lavinia Savignoni  |

## Ascolti TV

### Edizione 1994
| Puntata           | Telespettatori |
| ----------------- | -------------- |
| 7 luglio 1994     | 5 117 000      |
| 14 luglio 1994    | 5 150 000      |
| 21 luglio 1994    | 4 900 000      |
| 28 luglio 1994    | 4 809 000      |
| 4 agosto 1994     | 3 695 000      |
| 11 agosto 1994    | 4 117 000      |
| 18 agosto 1994    | 4 130 000      |
| 25 agosto 1994    | 5 393 000      |
| 1 settembre 1994  | 6 257 000      |
| 8 settembre 1994  | 6 339 000      |
| 17 settembre 1994 | 7 656 000      |
| Media             | 5 233 000      |

### Edizione 1995
| Puntata           | Telespettatori | Share  |
| ----------------- | -------------- | ------ |
| 29 giugno 1995    | 8 672 000      | 43,07% |
| 6 luglio 1995     | 8 395 000      | –      |
| 13 luglio 1995    | 6 714 000      | –      |
| 20 luglio 1995    | 6 319 000      | –      |
| 27 luglio 1995    | 6 180 000      | 40,15% |
| 3 agosto 1995     | 5 900 000      | –      |
| 10 agosto 1995    | 5 273 000      | –      |
| 17 agosto 1995    | 6 401 000      | –      |
| 24 agosto 1995    | 6 767 000      | –      |
| 31 agosto 1995    | 8 288 000      | –      |
| 7 settembre 1995  | 7 145 000      | –      |
| 14 settembre 1995 | 6 493 000      | –      |
| 21 settembre 1995 | 9 821 000      | 40,90% |
| 28 settembre 1995 | 6 141 000      | 25,70% |
| Media             | 7 036 000      |        |

### Edizione VIP 1996
| Puntata         | Telespettatori | Share  |
| --------------- | -------------- | ------ |
| 13 gennaio 1996 | 10 400 000     | 44,07% |

### Edizione 1996-1997
| Puntata          | Telespettatori |
| ---------------- | -------------- |
| 31 ottobre 1996  | 5 879 000      |
| 7 novembre 1996  | 6 139 000      |
| 14 novembre 1996 | 5 639 000      |
| 21 novembre 1996 | 7 360 000      |
| 28 novembre 1996 | 6 643 000      |
| 5 dicembre 1996  | 4 857 000      |
| 12 dicembre 1996 | 6 729 000      |
| 19 dicembre 1996 | 5 654 000      |
| 26 dicembre 1996 | 4 933 000      |
| 2 gennaio 1997   | 7 290 000      |
| Media            | 6 112 000      |

### Edizione VIP 1997
| Puntata         | Telespettatori |
| --------------- | -------------- |
| 9 gennaio 1997  | 5 055 000      |
| 16 gennaio 1997 | 7 321 000      |
| Media           | 6 188 000      |